# Beatrice Hastings
Emily Alice Beatrice Haigh, meglio nota con lo pseudonimo di Beatrice Hastings (Londra, 26 gennaio 1879 – Worthing, 30 ottobre 1943) è stata una giornalista, scrittrice e poetessa inglese, celebre per i suoi scritti politici dal carattere femminista radicale (pubblicati principalmente tra il 1907 e il 1920 sulla rivista socialista The New Age).

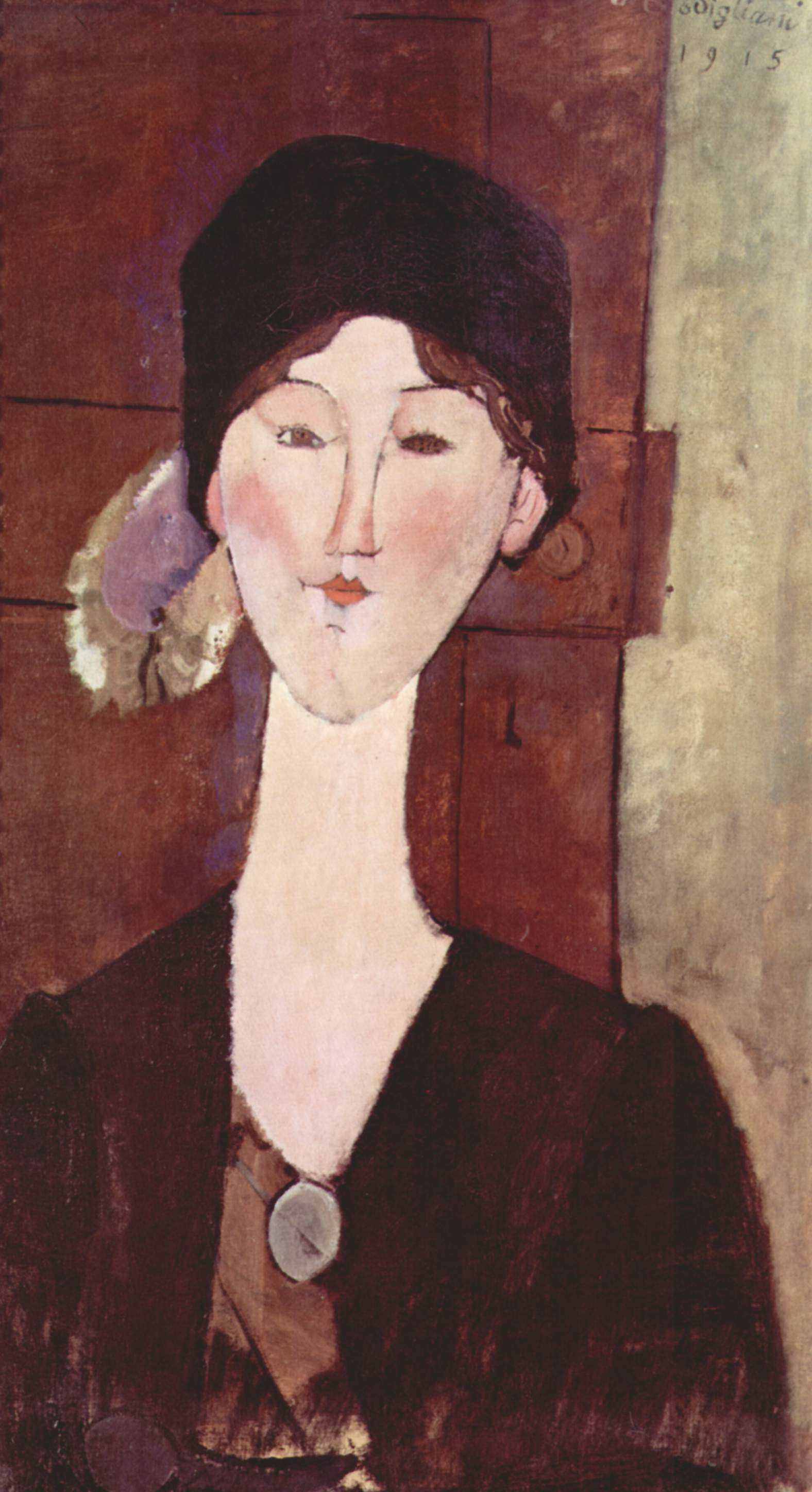
Amedeo Modigliani, Ritratto di Beatrice Hastings davanti ad una porta

Tra questi, si ricorda in particolare il manifesto femminista Woman's Worst Enemy: Woman (tradotto in italiano come Il peggior nemico della donna: la donna), uscito in forma di allegato del The New Age nel luglio del 1909. Il manifesto è una critica ironica e avanguardista al ruolo della donna e all'idealizzazione della maternità nella società capitalista inglese di inizio Novecento.

## Biografia

### I primi anni
Beatrice Hastings nasce a Londra il 26 gennaio del 1879, settima di dieci figli. Quando ha appena sei mesi, la famiglia si trasferisce in Sudafrica, nella colonia inglese di Port Elizabeth. Qui, il padre conduce un proficuo commercio tessile, che garantisce benessere economico alla famiglia. Tra il 1886 e il 1891, gli Haigs si trasferiscono nuovamente in Inghilterra, nella città di Hastings (East Sussex), dalla quale Beatrice prenderà poi il proprio pseudonimo.
L'infanzia di Hastings in Inghilterra è solitaria, il suo carattere irrequieto e ribelle. Pochi mesi dopo il trasferimento, i genitori decidono di iscriverla in un collegio a Pevensey, dal quale però viene espulsa. Nel 1891, la famiglia torna a Port Elizabeth, dove Hastings vive un'adolescenza fatta di letture, lezioni di pianoforte e fughe dalla tenuta di famiglia per esplorare i villaggi limitrofi.
Il 6 febbraio 1897, all'età di 18 anni, Beatrice Hastings sposa Edward Chamberlain, con il quale abbandona il Sudafrica pochi mesi dopo le nozze per tornare in patria. Dall'unione con Chamberlain nasce una bambina, ma il matrimonio dura solo pochi mesi: Chamberlain torna infatti a Port Elizabeth e Hastings si rifiuta di seguirlo; il processo di separazione tra i due viene interrotto dalla morte improvvisa di lui, che lascia Hastings vedova e senza risorse, con una figlia che morirà da lì a poco di polmonite. L'autrice racconterà il dolore della perdita della figlia nel suo Pages from an unpublished novel (Pagine da un romanzo inedito), uscito sul The New Age nel 1912 e ritenuta autobiografica.
Decisa a riprendere i suoi studi, Hastings torna in Sudafrica, questa volta però a Città del Capo. Nel settembre del 1898 incontra l'uomo che diverrà il suo secondo marito, il pugile Lachlan Thomson. I due si trasferiscono di nuovo nel Regno Unito, dove convivono fino al 1904, anno in cui Hastings decide di lasciare il marito e di partire per New York. In America, ha l'occasione di mettere alla prova i suoi studi letterari: pubblica le prime poesie e i primi scritti sul Telegraph, ma la vita a New York si rivela più dura di quanto immaginasse. Nello stesso anno tanta il suicidio, gettandosi nel fiume Hudson: viene salvata ed è costretta ad affrontare un processo per tentato suicidio. Poco dopo, Hastings trova lavoro in una compagnia teatrale e ha una relazione con una soubrette di nome Daisy, con la quale convive per qualche mese e che la sostiene nei suoi studi letterari. Nel 1905 lascia New York, viaggia per un anno e nel 1906 torna stabilmente in Inghilterra, decisa a dedicarsi alla scrittura.

### La collaborazione con ilThe New Age
Nel 1906, Hastings si iscrive all'Università di Oxford ed entra in contatto con nuove correnti artistiche, culturali e politiche. Tra gli incontri più importanti di questi anni ci sono il partito marxista Social Democratic Federation, la Società Teosofica e, grazie a quest'ultima, l'incontro con Alfred Richard Orage, filosofo ed editore britannico. Quella che comincia come una relazione sentimentale evolve presto in una collaborazione professionale, dalla quale nasce il The New Age - An independent socialist review of politics, literature, and art, il cui primo numero va in stampa il 2 maggio del 1907. Il The New Age è una rivista apertamente socialista, che ospita scritti di avanguardia letteraria e artistica, nonché articoli di satira e critica politica. Hastings scriverà assiduamente sul The New Age fino al 1920, alternando stili, registri e numerosi pseudonimi per dare vitalità e punti di vista differenti alle pagine della rivista.
Sul The New Age, nel luglio del 1909 viene pubblicato il suo pamphlet femminista Woman's Worst Enemy: Woman, che racchiude alcuni scritti già comparsi in precedenza tra le pagine del giornale e che porta il nome di Beatrice Tina, uno dei suoi tanti pseudonimi. La pubblicazione del manifesto scatena molte risposte negative da lettrici e lettori, che Hastings raccoglie e pubblica sul The New Age nei mesi successivi, e alle quali ribatte con tagliente ironia. Tra le critiche più accese ci sono quelle delle suffragiste di Emmeline Pankhurst, che il manifesto attacca direttamente in più di un capitolo.
Oltre al pamphlet, Hastings pubblica sulla rivista poesie, novelle, articoli di taglio politico e femminista, recensioni e un romanzo breve. Entra in contatto con artisti e letterati che come lei contribuiscono al The New Age, tra i quali Ezra Pound, Edwin Muir, Gilbert Keith Chesterton e Katherine Mansfield. Con quest'ultima, intesse una profonda relazione, che si interrompe qualche anno dopo quando entrambe sono in Francia. Nei suoi diari, Mansfield ricorda Hastings come colei che l'ha iniziata al pensiero femminista.
Dal 1914, in seguito al trasferimento a Parigi voluto da Orage, Hastings comincia a frequentare l'ambiente Bohème, e diventa corrispondente artistica. Nella sua rubrica Impressioni da Parigi, sotto lo pseudonimo di Alice Morning, racconta i nuovi movimenti artistici, disquisisce di pittura e letteratura e, allo scoppio della Prima guerra mondiale, diventa inaspettata cronista di guerra. Negli anni successivi, gli articoli di Hastings per il The New Age si fanno via via più saltuari, finché nel 1920 la collaborazione con la rivista si interrompe, insieme ai rapporti con Orage.

### La relazione con Modigliani
Durante la sua permanenza a Parigi, Beatrice Hastings incontra Amedeo Modigliani, che le viene forse presentato da Max Jacob. I due intessono una relazione che dura circa tre anni (dal 1914 al 1916), e che viene descritta come "intensa" e "turbolenta" da coloro che li hanno conosciuti insieme. In questo periodo, Hastings comincia la stesura di Minnie Pinnikin, una novella autobiografica con protagonisti lei e Modigliani. Nel 1915, i due si trasferiscono insieme a Montmartre, in un cottage affittato da Hastings nel quale conviveranno fino alla fine della relazione. Sono di questi anni i ritratti che Modigliani fece di Hastings, oggi conservati in musei e collezioni private.
Alla fine del 1916, l'idillio tra i due si spezza e anche la collaborazione di Hastings con il The New Age si dirada, fino a interrompersi del tutto nel 1920. Nello stesso anno, Modigliani muore di tubercolosi e Hastings viene ricoverata in una clinica di Parigi, nella quale scrive Madame Six, altra novella autobiografica.

### Gli ultimi anni
Dimessa dalla clinica, dal 1922 al 1931 Hastings viaggia per l'Europa e sperimenta nuove tecniche di scrittura. Tra le scoperte di questi anni, la più importante per i suoi studi è la scrittura automatica, influenzata dal Manifesto Surrealista di André Breton pubblicato nel 1924. Appassionata da sempre di occultismo ed esoterismo (gli anni a Parigi furono, tra le altre cose, anche terreno per i primi esperimenti in questo campo), Hastings indaga i collegamenti tra subconscio e pensiero libero, approdando infine alla stesura del manoscritto The pic-nic of the babes in the wood - A Psychic diary, che conclude nel 1930 in Normandia.
Nel 1931 rientra a Londra e riprende i contatti con l'ambiente intellettuale che l'aveva formata. L'anno dopo, esce il suo primo pamphlet autoprodotto The Straight Thinker - A Fortnightly Review, diviso in cinque numeri e seguito da The Straight Thinker Bulletin e da The Straight Thinker: A Literary and Modernist Review. Nel The Straight Thinker, Hastings pubblica articoli politici, sempre di carattere socialista, nei quali si scaglia contro le dittature nazi-fasciste che si stanno imponendo sull'Europa e sprona l'Inghilterra a ergersi in difesa della libertà. Critica anche nei confronti della sua patria, riconosce nell'imperialismo inglese la principale causa della deriva capitalista e colonialista (soprattutto in seguito al Trattato di Monaco, che le causa grande delusione e dissenso nei confronti del governo inglese).
Nel gennaio del 1932, Hastings pubblica sul The Straight Thinker la sua poesia The stolen land (La terra rubata), manifesto anticolonialista e antifascista. Anche la novella Madame Six viene pubblicata sul giornale, divisa in cinque parti. Sono anni difficili, nei quali le ristrettezze economiche pesano su di lei, ma questo non le impedisce di continuare la sua attività politica. Le sue posizioni radicali, però, finiscono per isolarla da quelli che un tempo erano stati collaboratori e amici.
Nel 1936 si trasferisce a Worthing, dove scrive e rivisita le sue novelle, e comincia un saggio intitolato Defence of Madame Blavatsky (in accordo con la Società Teosofica londinese) ma poco dopo anche i rapporti con i teosofici si interrompono. Continua l'attività politica pubblicando nuovi pamphlet antifascisti (The Democrat, Our own business) che però hanno vita breve. Nel 1943, malata di quello che poi si rivelerà un cancro, si affida alle cure di Miss Dorian Green, un'infermiera che le resterà vicino fino all'ultimo, e che diventerà la sua esecutrice testamentaria.
Il 30 ottobre del 1943, dopo aver affidato parte dei suoi manoscritti a Miss Green e aver inviato gli altri a Port Elizabeth e alla Società teosofica canadese, Beatrice Hastings si toglie la vita soffocandosi con il gas.

## Profilo letterario
La produzione letteraria e saggistica di Beatrice Hastings è tanto ampia quanto di difficile catalogazione. Lei stessa, infatti, ha scelto di rendersi sfuggente, adoperando un gran numero di pseudonimi e cambiando spesso stile, registro e forma per non essere facilmente riconoscibile. Artista eclettica e in costante sperimentazione, si è cimentata negli anni con la poesia, la letteratura (orientata alla stesura di romanzi brevi e novelle), la critica letteraria e artistica, la satira politica e la traduzione di opere di colleghi e amici.
A caratterizzarla è una ricerca continua di identità e di libertà di espressione, una lotta contro la rigidità formale e contro le norme sociali che influenzavano soprattutto le donne, tanto nella vita quanto nella produzione artistica. Il suo stile è acuto, pungente, spesso ironico e iperbolico, finalizzato a suscitare scandalo, a creare forti scosse capaci di innescare nei lettori (e nelle lettrici) un pensiero critico verso la società e verso i suoi limiti.
Tra le sue opere principali si ricordano il manifesto femminista Woman's Worst Enemy: Woman (pubblicato nel 1909 come allegato del The New Age), la poesia anticolonialista The stolen land (pubblicata sul The Straight Thinker nel 1932) e le novelle autobiografiche Minnie Pinnikin e Madame Six (anche queste pubblicate sul The Straight Thinker tra il 1932 e il 1933).

### Gli pseudonimi
Ad oggi, si conoscono tredici pseudonimi usati da Hastings durante la sua carriera. Tra questi si ricordano Beatrice Tina, con il quale firmava le sue critiche femministe e le sue poesie mitologiche; D.Triformis, nome che usava quando si scagliava contro le suffragiste criticandone le battaglie poco incisive; T.K.L per le parodie, Alice Morning per le cronache francesi e ancora Cynicus, Pagan, Mrs Malaprop e così via. Negli anni del The New Age, gli pseudonimi servomo ad Hastings per supportare la rivista, dando l'idea che dietro vi fossero più collaboratori e più voci. In seguito, diventano un modo per mascherarsi, per mettersi alla prova e cambiare sembianze, vestendo nuovi punti di vista e nuove opinioni con le quali stuzzicare i suoi lettori.

### Il femminismo e la concezione della maternità
Il femminismo di Beatrice Hastings viene considerato radicale e avanguardistico. A differenza delle sue contemporanee, le suffragiste, con le quali spesso fu in disaccordo, Hastings vede nella liberazione della donna e non nella sua emancipazione il nodo cardine della lotta femminista. Non basta combattere per il diritto al voto: per Hastings è necessario che le donne affermino la loro identità come esseri non subordinati, libere di prendere decisioni sia in materia politica che, soprattutto, nelle questioni personali.
Nel suo Woman's Worst Enemy: Woman, individua nella maternità la principale catena che lega le donne e impedisce loro di essere libere. Nel capitolo Woman as State Creditor (che viene pubblicato anche singolarmente nel The New Age e suscita numerose proteste nei lettori e nelle lettrici) definisce la maternità "una disabilità che colpisce le donne" e che fa di loro uno strumento del capitalismo. Per Hastings, il lavoro domestico e soprattutto riproduttivo delle donne dovrebbe essere riconosciuto, sostenuto e retribuito dallo Stato, e solo le donne che si ritengono adatte e desiderano essere madri dovrebbero scegliere questo percorso. Per le altre, Hastings prospetta un futuro simile a quello dell'uomo, dedicato allo studio e alla realizzazione personale.
(Beatrice Hastings, "Woman's Worst Enemy: Woman")
Teorizza inoltre la necessità per le donne di legiferare per sé stesse, così come quella di studiare per diventare ostetriche e prendersi cura in prima persona delle sorelle che scelgono la via della maternità.
In alcuni articoli pubblicati negli anni successivi sul The New Age, Hastings critica le femministe che continuano a vedere la maternità come un ideale, spesso usando la satira come suo principale strumento. A causa delle sue posizioni radicali, viene spesso contestata dal movimento suffragista di Emmeline Pankhurst, che la accusa di antifemminismo e la bolla come intellettuale non militante.

### L'anticolonialismo e la nostalgia dell'Africa
Gli anni trascorsi in Sudafrica, nell'infanzia con la famiglia e poi da donna indipendente, lasciano una profonda impronta su Beatrice Hastings. Alcuni dei suoi scritti e delle poesie più evocativi e struggenti hanno come protagonista la terra africana, i suoi suoni, i colori e le tradizioni. Oriole Notes (Note d'Oriolo) del 1908, A Memory of Capetown (In ricordo di Città del Capo) del 1911 e The Stolen Lands (Le terre rubate) del 1932 sono alcuni esempi del legame che Hastings sente con quella che considera una terra d'adozione.

Hastings si erge in difesa del popolo che l'ha accolta ancora bambina, e denuncia la crudeltà e la violenza dell'uomo bianco. Nella poesia Le terre rubate (in originale The stolen lands) denuncia la sopraffazione occidentale nei confronti dei nativi sudamericani, e invoca il giorno in cui le donne africane si solleveranno in difesa dei loro compagni caduti.
È il mormorio delle donne, cuori in fiamme,
che per nuove porte erompono verso la libertà.
Prestate orecchio al grido di tempesta delle donne!
Le donne or ora liberate dalle catene
che vedono morire i loro cari.»
(Beatrice Hastings, "Le terre rubate")
Prima di morire, Beatrice Hastings chiede a Miss Green (la sua esecutrice testamentaria) che alcuni dei suoi scritti vengono inviati in Africa, a Port Elizabeth, e le sue volontà vengono rispettate. Grazie alla bibliografia presente a Port Elizabeth, lo scrittore e giornalista sudafricano Stephen Grey ha cominciato la sua biografia di Beatrice Hastings, oggi ritenuta la più esaustiva e completa.

## Opere
- Beatrice Hastings, Whited Sepulchres, Londra, The New Age, 1909.
- Beatrice Hastings, Woman's Worst Enemy: Woman, Londra, The New Age, 1909.
- Beatrice Hastings, Pages from an unpublished novel, Londra, The New Age, 1912.
- Beatrice Hastings, Feminine Fables, Londra, The New Age, 1916.
- Beatrice Hastings, The pic-nic of the babes in the wood - A Psychic diary, The Straight Thinker, 1933.
- Beatrice Hastings, Madame Six, London, The Straight Thinker, 1932.
- Beatrice Hastings, The Old "New Age"—Orage and Others, Blue Moon Press, 1935.
- Beatrice Hastings, Defence of Madame Blavatsky, Hastings Press, 1937.

## Traduzioni in italiano
- Beatrice Hastings, Woman's Worst Enemy: Woman, a cura di Maristella Diotaiuti, traduzione di Carolina Paolicchi, seconda traduttrice, Elena Alibrandi, Pisa, AstArte Edizioni, 2022, ISBN 979-12-80209-15-3.
- Maristella Diotaiuti e Federico Tortora, Fiorilegio delle opere di Beatrice Hastings, in Beatrice Hastings. In full revolt, traduzione di Matilde Cini, Livorno, Caffè letterario Le Cicale Operose, ISBN 979-12-200-5946-6.
- Beatrice Hastings, Sepolcri Imbiancati, a cura di Maristella Diotaiuti, traduzione di Matilde Cini, Lecce, Terra d'ulivi Edizioni, 2024, ISBN 979-12-80766-82-3

## Ritratti di Beatrice Hastings
- Ritratto di Beatrice Hastings davanti ad una porta
- Ritratto di Beatrice Hastings
- Madame Pompadour (dipinto)